# Inno3D
Inno3D — гонконзький виробник графічних карт для персональних комп'ютерів. Компанія заснована у 1989 році в Гонконзі (Китай). Виробничі потужності були створені з 1990 року в Шеньчжені, Китай.
При виробництві відеокарт компанія Inno3D використовує графічні процесори NVIDIA.